# DFD-Fleisch
Unter DFD-Fleisch versteht man Fleisch, welches als dunkel (engl.: dark), fest (firm) und trocken (dry) charakterisiert wird. Fleisch mit diesen Eigenschaften wird als mangelbehaftet eingestuft und ist nur noch für die Verarbeitung zu bestimmten Produkten geeignet. DFD-Fleisch tritt häufig bei Rindern auf – dann auch DCB-Fleisch (engl.: Dark cutting beef) genannt – und seltener bei Schweinen, bei denen als Mangel eher das helle, wässerige PSE-Fleisch vorkommt.

## Ursachen
Wird das Schlachttier während eines längeren Zeitraums vor der Schlachtung durch Transport, Haltungs- oder Wetterbedingungen Stress ausgesetzt, kommt es zu einer verstärkten Ausschüttung von Glykogen sowie von ATP in den Muskeln des Tieres. Die beim Abbau dieser Stoffe entstehende Milchsäure wird im noch lebenden Tier in der Leber abgebaut. Nach der Schlachtung des Tieres stehen daher dem Prozess der Fleischreifung und der damit verbundenen Säuerung der Muskulatur nicht mehr ausreichend ATP und Glycogen zur Bildung von Milchsäure zur Verfügung. Der physiologische pH-Wert des Schlachttierkörpers (oder auch nur einzelner Körperpartien) sinkt so nur wenig ab, meist erreicht er nur Werte von 6,4 oder wenig darunter. Optimalerweise läge der pH-Wert eine Stunde nach der Schlachtung bei 6,0 und nach 24 Stunden bei ca. 5,4-5,5.

## Charakteristika von DFD-Fleisch
Durch den hohen pH-Wert besitzen die myofibrillären Proteine des Fleisches eine gute Wasserbindungsfähigkeit, das gereifte Fleisch enthält daher mehr Wasser, wirkt aber trockener, weil das Wasser stärker gebunden ist. Beim Erhitzen von DFD-Fleisch verliert dieses dann sehr viel Wasser und wird trocken, zudem ist der Geschmack aufgrund der fehlenden Säure nicht fleischtypisch. Die gute Wasserbindung kann auch beim Pökeln zu Problemen bei der Pökelsalzaufnahme führen und damit eine ungleichmäßige Pökelung verursachen. Aufgrund des höheren Wassergehaltes und dem nur wenig sauren Milieu ist DFD-Rohfleisch zudem anfälliger für bakteriellen Befall und daher weniger lange haltbar als korrekt gereiftes Fleisch. Die dunklere Farbe des Fleisches geht auf die Veränderung des Brechungsindex von DFD-Fleisch im Vergleich zu normalem Fleisch zurück.

## Verwendung
Durch das gute Wasserbindungsvermögen vom DFD-Fleisch kann das Fleisch in geringen Mengen für die Herstellung von Brühwurst genutzt werden.